# 미러링 (심리학)
미러링(mirroring)은 한 사람이 다른 사람의 제스처, 말투 또는 태도를 무의식적으로 모방하는 행동이다. 미러링은 종종 사회적 상황, 특히 가까운 친구나 가족과 함께 있을 때 발생하며, 종종 양 당사자가 알아차리지 못하는 경우가 많다.이 개념은 종종 미러링 행동을 보이는 개인에 대한 다른 개인의 생각에 영향을 미치는데, 이는 개인이 다른 사람과 라포르(rapport)를 구축하게 한다.
의식적 모방(conscious imitation)은 다른 사람을 모방하기 위한 의식적이고 일반적으로 노골적인 노력이지만 미러링은 행동 중에 무의식적으로 이루어지며 종종 눈에 띄지 않게 된다는 전제 하에서 의식적 모방과 구별된다. 카멜레온 효과(chameleon effect)라고도 불려왔다.
미러링은 아기가 주변 사람을 모방하기 시작하고 특정 신체 움직임과 연결되기 시작하는 유아기에 종종 보이기 시작한다. 다른 사람의 행동을 모방하는 능력은 유아가 공감 능력을 갖추고 이에 따라 다른 사람의 감정을 이해하게 한다. 유아는 계속해서 다른 개인의 감정과의 연결을 구축하고 그에 따라 그들의 움직임을 반영한다.
미러링은 비언어적 제스처의 유사성을 통해 개인이 미러링된 행동을 보이는 사람과 더 연결되어 있다고 느끼기 때문에 미러링당하는 개인과 라포르를 형성할 수 있다. 어느 한 상황에 처한 두 사람이 비슷한 비언어적 몸짓을 보이면서 이들은 비슷한 태도와 생각을 공유한다고 믿을 수 있다. 거울뉴런(mirror neuron)은 이러한 움직임에 반응하고 이러한 움직임을 유발하여 개인이 상황에서 더 큰 연대감(sense of engagement)과 소속감을 느낄 수 있도록 한다.

## 발생

미국 로널드 레이건(Ronald Reagan) 대통령과의 회의에서 발생한 미러링

흔히 미러링은 개인들이 상황에 반응하는 과정에서 무의식적으로 나타난다. 미러링은 대화 중에 청자가 화자를 따라 미소짓거나 얼굴을 찡그릴 때 흔히 나타나며, 또한 주제에 대한 몸짓(body posture)이나 태도를 모방하기도 한다. 개인들은 비슷한 흥미와 믿음을 가지고 있다고 생각하는 사람에게 더욱 공감하고 그들을 수용하고자 하며, 따라서 이야기 하고 있는 사람을 미러링하는 것은 사람들 간의 연결을 구축한다.

### 인터뷰
또한 미러링은 한 사람이 얼마나 취업 면접 인터뷰에서 잘하는지에 있어 중요한 역할을 한다. 워드(C.O. Word), 자나(M.P. Zanna), 쿠퍼(J. Cooper)가 수행한 연구에서, 면접관은 다른 여러 실험적 조건에서 특정 바디랭귀지를 따를 것을 지시받았다. 한 조건에서는 면접관이 등을 돌리거나 시선 접촉을 회피하는 등의 거리감이 있고 관심없는 듯한 바디랭귀지를 보이도록 지시받았다. 다른 조건에서는 미소 짓거나 시선 접촉을 하는 등의 환영하는 듯한 바디랭귀지를 보이도록 지시받았다. 그 결과 면접자들은 면접관의 행동을 따라하기 시작했고, 덜 우호적인 바디랭귀지가 들어간 조건의 사람들은 우호적 조건 사람들보다 면접을 더 못한 것으로 드러났다. 연구는 면접관이 면접자에게 보이는 첫 태도가 미러링으로 인해 면접자의 행동에 영향을 끼친다는 것을 보여준다.

### 미러링 부재 시의 효과
자폐증(autism) 환자나 기타 사교상의 곤란을 겪는 사람들은 미러링을 보일 가능성이 더욱 적다. 이들은 덜 무의식적으로 그리고 의식적으로 타인의 행동을 알 수도 있기 때문이다. 미러링 없이 타인과의 연결점을 구축하는 것은 더욱 어렵기 때문에, 이런 요소는 사람에게 또다른 어려움을 일으킬 수 있다. 또한 미러링 없이 사람은 덜 비슷하고 그만큼 우호적이지 못하기에 다른 사람들은 그 사람과 라포르를 형성하기 어려울 것이다. 무의식적으로 제스처를 알지 못하는 사람들은 그만큼 미러링이 없는 상황에서 명시적으로 언급을 하여도 타인의 관점을 이해하는 능력이 떨어지기 때문에, 사회적 상황에 대한 어려움이 있을 것이다. 따라서 사회에서 자주 사용되는 숨겨진 신호(covert cue)를 이해하지 못할 것이다. 자폐성이 있는 사람들은 이러한 신호들을 신중히 배우고 알 수 있다.

### 인간에게서의 실험
비침투 fMRI(noninvasive fMRI) 연구는 인간의 미러링은 원숭이의 미러링과 유사하며 그 증거가 열성 두정엽(inferior parietal lobe)과 하전두엽(inferior frontal gyrus) 일부에 있다는 것이 밝혀졌다. 인간은 영장목(primates)에서는 미러링의 특성을 보이지 않는다고 관찰되는 두뇌 부분에 미러링 신호가 더 있다. 일례로 소뇌(cerebellum)가 그러하다. 미러링은 또한  신경전형성(neurotypical, 자폐인을 기준으로 보았을 때의 비자폐인의 특성) 아동이 어느 한 사건의 전체 맥락을 보기 전에 한 행동의 의도를 파악할 수 있는 능력을 갖게 한다는 것이 밝혀졌다. 이로 인해 아동은 누군가 먹을 의도로 음식을 집어드는 것을 보고, 마찬가지로 음식을 집어드는데 필요한 모든 운동 연쇄(motor chain)를 작동하여 음식을 먹는 동작을 취할 수 있는 것이다. 자폐를 가진 아이들은 운동 연쇄 반응이 없어, 비슷한 과업을 달성하고자 시각이나 체성감각(somatosensory sense)과 같은 다른 감각을 이용한다고 여겨진다.

## 발전

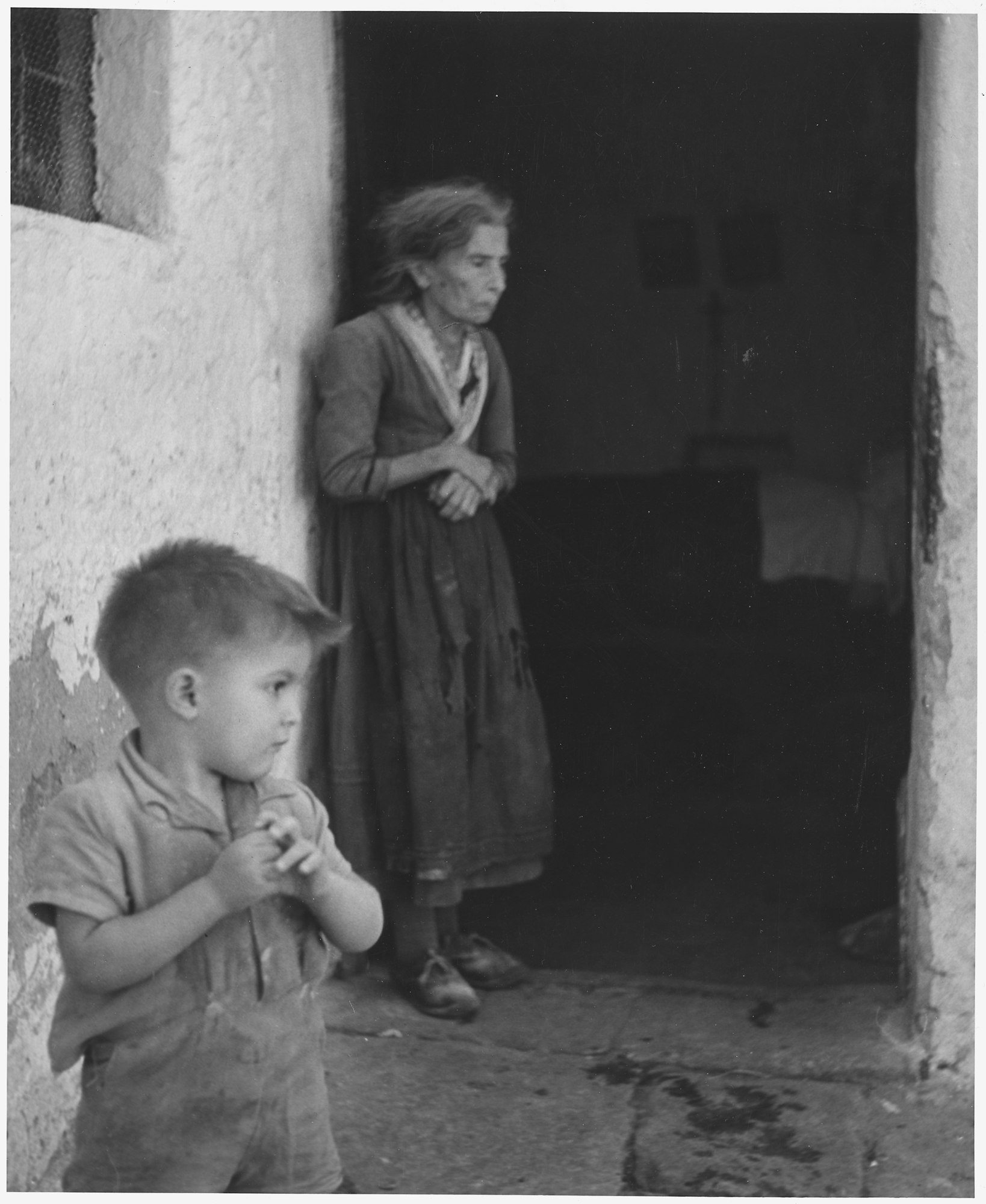
한 아이가 할머니의 모습을 그대로 따라하고 있다.

영아-부모 상호작용에서 미러링은 아이의 표현을 모방하는 부모로 구성되어 있으며, 표현에 암린 감정(emotion)을 목소리로 구성해 낸다. 이러한 모방은 영아가 감정을 자신의 표현과 결합시키는데 도움을 줄 뿐더러, 부모가 모방을 통해 승인(approval)한다는 것을 보임으로써 자신의 감정에 대한 정당성을 입증받았다고 느낀다. 연구는 미러링은 아이와 영아의 발달에 중요한 부분이라는 것을 밝혀왔다. 하인츠 코헛(Heinz Kohut)의 자기심리학(self-psychology) 이론에 의하면, 사람은 자아개념(concept of self)를 구축하기 위하여 정당성입증(validation)과 소속감(belonging)을 필요로 한다. 부모가 아이를 따라하면, 아이는 부모의 얼굴 안에서 감정을 읽음으로써 그 행동은 아이가 더 큰 자의식(sense of self-awareness)과 자기통제감(and sense of self-control)을 갖게 한다. 또한 영아는 부모가 사용하는 새로운 감정, 표정, 제스처를 배우고 경험할 수도 있다. 미러링의 과정은 영아가 표현을 감정과 연결시고 이후의 삶에서 사교적 의사소통을 촉진한다. 또한 아이의 감정에 대한 부모의 모방은 아이가 자신의 생각과 감정을 보다 쉽게 인지하는데 도움을 주는 만큼, 영아는 미러링을 통하여 자신의 감정에서 안정감을 느끼고 정당성을 느끼는 법을 배우기도 한다.

### 자기개념
미러링은 아이의 자기에 대한 개념을 발달시키는데 중요한 역할을 하는 것으로 보여져 왔다. 미러링의 중요성은 영아가 최초로 사회적 스킬을 부모로부터 얻게 되는 것이며 따라서 미러링이 없는 가정에서는 아이의 사회성 발달(social development)을 억제할 수 있다는 것을 시사한다. 미러링 없이는 아이가 자신의 감정을 사회적으로 습득된 표현에 연결시키는 것이 어려우며, 따라서 자신의 감정을 드러내는 것에 어려웠던 경험이 있을 것이다.

### 공감
적절히 타인을 미러링하는 능력이 없는 것은 이후 아이의 사회 관계를 경직시킬 수 있다. 라포르의 부재로 타인은 아이와 거리감이 더 생길 수 있기 때문에, 혹은 미러링 없이 타인에 대한 공감에 어려움이 있을 수도 있기 때문에, 이러한 경직이 있을 것이다. 자세와 몸짓을 따라함으로써 사람들은 보다 수월하게 다른 사람의 감정을 경험하기 때문에, 미러링은 공감을 촉진하는데 도움을 준다. 또한 미러링은 다친 사람을 보았을 때에 타인의 고통을 주관적으로 느끼게 하기도 한다. 이런 공감은 오래가는 관계를 만들고 사회적 상황에 잘 대처하게 한다. 미러링의 행동은 타인과 더 비슷하다고 생각하고 유사성을 인지하는 것은 관계 형성의 기반이 될 수 있다. 그렇기에 가치를 미러링하는 것 역시 중요하다.

## 라포르
라포르(rapport)는 사회 생활에서 중요한 부분 중 하나이다. 타인과의 라포르 형성은 타인과 친구가 되거나 지인이 되는 첫 단계이다. 비슷한 행동, 태도, 발성 패턴을 보이는 것이 누군가 자신과 비슷하며 친구가 될 가능성이 더 높다고 믿게한다는 점에서, 미러링은 라포르 형성에 도움을 준다. 사람은 누군가 자신의 몸짓을 모방하기 때문에 그 사람은 자신과 비슷한 신념과 태도를 가진다고 믿게 된다. 관계에서 서로를 높이 평가하고 그들과 경쟁하거나 그들에게 양보함으로써 미러링은 절친 관계나 연인 관계에서 더욱 뚜렷이 나타난다. 게다가 친구는 두 낯선 사람들보다 더 많은 유사성을 보일 수 있으며, 따라서 미러링에 상관 없이 보다 비슷한 바디랭귀지를 보일 가능성이 높다.
거울뉴런(mirror neuron)의 활성화는 타인의 움직임을 미러링하기 시작한 사람에게 발생하며, 이들이 미러링하는 사람과의 연결과 그 사람에 대한 이해도를 더 크게 한다. 또한 미러링하는 대상에게도 타인에 연결된 정도의 강도를 더 크게 느끼게 한다.

### 힘 역학
게다가 사람은 더 높은 지위나 힘을 가진 사람, 혹은 신체적 매력을 느낄 때 미러링 하는 경향이 높다. 더 큰 힘을 가진 사람을 미러링하는 것은 더 높은 지위를 가진다는 환상을 만들거나, 힘있는 사람과의 라포르를 만들어서 힘있는 사람의 호의를 얻게 한다. 미러링이 만드는 라포르가 높은 지위의 사람을 설득하여 낮은 지위의 사람을 돕게 하는 것에 효과를 발휘하는 만큼, 이 기제는 힘이 더 많은 사람과의 교섭(bargaining)의 위치에 있는 상황에 처한 사람에게 더 효과적일 것이다. 이런 상황은 면접 인터뷰나 승진 요청, 부모-아이 상호작용, 교수에게 호의 요구를 하는 등의 일들을 포함한다. 각각의 상황은 교섭에 있어 힘이 적은 당사자와 낮은 지위의 사람의 욕구를 채워줄 능력을 가뎠지만 굳이 그럴 필요까진 없는 당사자가 개입되어 있다. 따라서 미러링은 낮은 지위의 사람들이 다른 당사자에게 자신들에게 물품이나 특권을 제공하도록 설득하는데 필요한 유용한 도구가 될 수 있다.

## 같이 보기
- 비언어적 의사소통
- 하인츠 코헛
- 나르시시스트가 타인을 유혹하는 미러링 과정